# Diócesis de Colatina
La diócesis de Colatina (en latín: Dioecesis Colatinensis y en portugués: Diocese de Colatina) es una circunscripción eclesiástica de la Iglesia católica en Brasil. Se trata de una diócesis latina, sufragánea de la arquidiócesis de Vitória do Espírito Santo. Desde el 27 de octubre de 2021 su obispo es Lauro Sérgio Versiani Barbosa.

## Territorio y organización

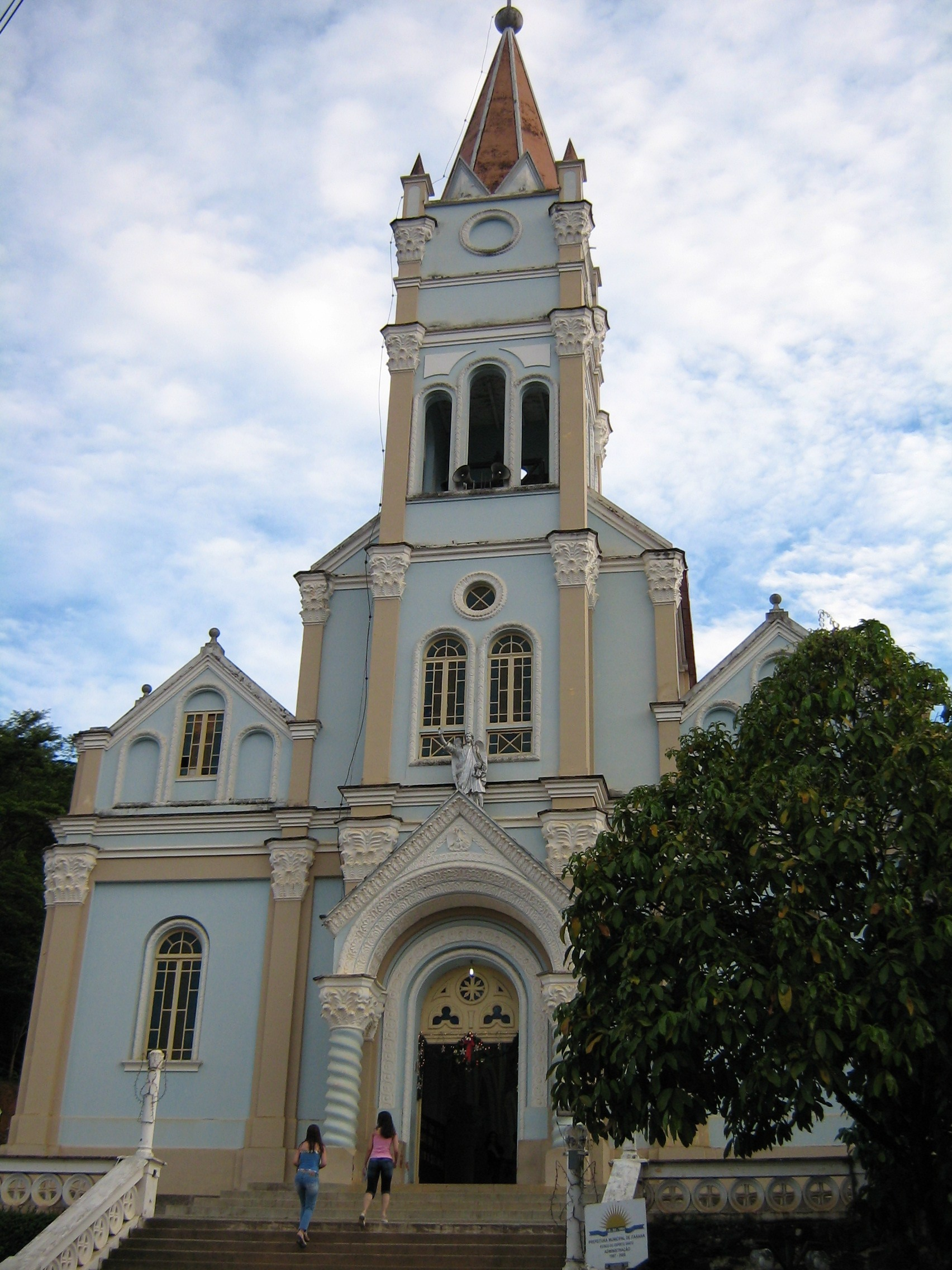
Iglesia parroquial de María Auxiliadora, en Itarana

La diócesis tiene 13 106 km² y extiende su jurisdicción sobre los fieles católicos de rito latino residentes en 17 municipios del estado de Espírito Santo: Colatina, Aracruz, Baixo Guandu, Governador Lindenberg, Ibiraçu, Itaguaçu, Itarana, João Neiva, Laranja da Terra, Linhares, Marilândia, Pancas, Rio Bananal, Santa Teresa, São Domingos do Norte, São Roque do Canaã y Sooretama.
La sede de la diócesis se encuentra en la ciudad de Colatina, en donde se halla la Catedral del Sagrado Corazón de Jesús.
En 2021 en la diócesis existían 31 parroquias agrupadas en 5 zonas pastorales: Colatina, Café, BR-101 Norte, BR-101 Sul y Linha Ita.

## Historia
La diócesis fue erigida el 23 de abril de 1990 con la bula Ex propinquo cotidianoque del papa Juan Pablo II, obteniendo el territorio de la arquidiócesis de Vitória do Espírito Santo.
El 28 de noviembre de 1997 cedió parte del municipio de Vila Valério a la diócesis de São Mateus mediante el decreto Quo aptius de la Congregación para los Obispos.
El 29 de septiembre de 2007 la Congregación para el Culto Divino y la Disciplina de los Sacramentos confirmó a Nuestra Señora de la Salud como patrona principal de la diócesis.

## Estadísticas
Según el Anuario Pontificio 2022 la diócesis tenía a fines de 2021 un total de 514 700 fieles bautizados.
| Año                                                                             | Población            | Población | Población      | Sacerdotes | Sacerdotes    | Sacerdotes    | Bautizados por sacerdote | Diáconos permanentes | Religiosos | Religiosos | Parroquias |
| Año                                                                             | Bautizados católicos | Total     | % de católicos | Total      | Clero secular | Clero regular | Bautizados por sacerdote | Diáconos permanentes | Varones    | Mujeres    | Parroquias |
| ------------------------------------------------------------------------------- | -------------------- | --------- | -------------- | ---------- | ------------- | ------------- | ------------------------ | -------------------- | ---------- | ---------- | ---------- |
| 1999                                                                            | 365 000              | 463 000   | 78.8           | 35         | 22            | 13            | 10 428                   |                      | 17         | 53         | 23         |
| 2000                                                                            | 365 000              | 463 000   | 78.8           | 36         | 23            | 13            | 10 138                   |                      | 17         | 53         | 23         |
| 2001                                                                            | 386 502              | 483 128   | 80.0           | 32         | 22            | 10            | 12 078                   |                      | 13         | 53         | 23         |
| 2002                                                                            | 387 312              | 483 938   | 80.0           | 30         | 19            | 11            | 12 910                   |                      | 20         | 56         | 23         |
| 2003                                                                            | 387 151              | 483 938   | 80.0           | 31         | 21            | 10            | 12 488                   |                      | 19         | 68         | 23         |
| 2004                                                                            | 387 151              | 483 938   | 80.0           | 33         | 21            | 12            | 11 731                   |                      | 16         | 69         | 23         |
| 2006                                                                            | 411 226              | 516 344   | 79.6           | 36         | 26            | 10            | 11 422                   |                      | 23         | 68         | 23         |
| 2013                                                                            | 484 000              | 568 000   | 85.2           | 59         | 40            | 19            | 8203                     | 11                   | 31         | 55         | 32         |
| 2016                                                                            | 496 000              | 619 797   | 80.0           | 56         | 36            | 20            | 8857                     | 10                   | 24         | 55         | 31         |
| 2019                                                                            | 508 000              | 638 680   | 79.5           | 58         | 42            | 16            | 8758                     | 11                   | 19         | 55         | 31         |
| 2021                                                                            | 514 700              | 642 158   | 80.2           | 57         | 43            | 14            | 9029                     | 10                   | 18         | 64         | 31         |
| Fuente: Catholic-Hierarchy, que a su vez toma los datos del Anuario Pontificio. |                      |           |                |            |               |               |                          |                      |            |            |            |

## Episcopologio
- Geraldo Lyrio Rocha (23 de abril de 1990-16 de enero de 2002 nombrado arzobispo de Vitória da Conquista)
- Décio Zandonade, S.D.B. (14 de mayo de 2003-14 de mayo de 2014 renunció)
- Joaquim Wladimir Lopes Dias (4 de marzo de 2015-13 de enero de 2021 nombrado obispo de Lorena)[nota 1]
- Lauro Sérgio Versiani Barbosa, desde el 27 de octubre de 2021